# Форт-Эберкромби
Форт-Э́беркромби (англ. Fort Abercrombie) — форт Армии США, созданный на основании Акта Конгресса США от 3 марта 1857 года. Закон выделил двадцать пять квадратных миль земли для расположения военного аванпоста. Форт был построен в 1858 году и стал первым постоянным военным объектом в северной части Территории Дакота, благодаря этому получивший название «Ворота в Дакоту». Полковник Джон Эберкромби, которому было поручено выбрать место для строительства, выбрал место прямо на реке Ред-Ривер. Оно было затоплено весенним наводнением и привели форт к непригодности и заброшенности. В 1860 году форт был перемещён на возвышенность к северу от первоначального местонахождения.

## История
Во время Дакотской войны 1862 года более шести недель осаждался дакотскими отрядами индейцев. В 1877 году форт был заброшен, а в 1884 год в полумиле от него был основано поселение Эберкромби, названное в честь первого командира форта и заселённое благодаря появлению военного объекта.
Форт служил транспортным узлом, поскольку охранял тропы Ред-Ривер, которыми пользовались поезда, запряженные волами, во времена поздней торговли мехами, военные обозы снабжения, маршруты дилижансов и пароходное движение по Ред-Ривер.
После начала запустения форта, произошедшие ввиду потери первоначальных функций, его первые постройки были либо разрушены, либо проданы на публичном аукционе. В 1939—1940 годах в рамках проекта Управления промышленно-строительными работами общественного назначения были реконструированы три блокпоста и частокол, а также возвращено на место первоначальное военное караульное помещение. Более поздние ремонтные работы включали демонтаж юго-восточного блокгауза и использование подручных материалов для ремонта двух оставшихся блокгаузов и гауптвахты.
Был построен новый частокол, и на месте недостающих зданий разрешено выращивать местные травы, чтобы посетители могли получить представление о размере и форме зданий. летом 2007 года был построен Центр для посетителей. Сегодня он известен как исторический памятник штата «Форт-Аберкромби» и включает в себя современный музей и павильон в городе Эберкромби. Сам форт находится в четверти мили к востоку.

## Период боестолкновений
Во время военных действий 1862 года сиу в результате рейда атаковали форт Эберкромби, Форт-Риджли, город Нью-Алм, Агентство по делам индейцев Нижнего племени сиу и все поселения белых, граничащих с рекой Миннесота. Противники состояли из двух основных атакующих сил. Первая представляла собой более крупные силы низшего звена из мдевакатона, вахпуте, янктона и виннебаго. Они сражались при Форте-Риджли, Нью-Алме, Редвуд-Ферри и Бёрч-Кули. Меньшие силы высшего управления, состоящие из сиссетонов, атаковали земельный офис Оттертейла, близлежащую деревню Пилледжер Чиппева на Пайн-Лейк, Брекинридж, Грэхемс-Кроссинг и форт Эберкромби. 
В начале восстания форт Эберкромби находился в гарнизоне роты D 5-го пехотного полка Миннесоты под командованием капитана Джона Ван дер Хорка. В форт должна была прибыть комиссия по договору с чиппева, и 23 августа в форте находились исследователь Пьер Боттино и комиссар по делам индейцев Доул для заключения договора с чиппева, когда пришло известие о восстании в резервации нижних сиу. 25 августа 1862 года Ван дер Хорк собрал роту ополчения из поселенцев, стремившихся обеспечить безопасность форта. Капитан и квартирмейстер форта Т. Д. Смит был назначен их командиром
В августе 1862 года форт подвергся испытаниям. Возросшая активность индейцев заставила близлежащих поселенцев искать спасения за частоколом форта. Сиу осаждали форт почти шесть недель, переходя от участия в случайных стычках к участию в  тотальных атаках. Защитники с винтовками, дробовиками и гаубицами удерживали форт. Дробовики были изъяты из товаров, предусмотренных договором Ред-Лейк для безопасного хранения. Первым инцидентом был рейд, в ходе которого сиу вывели весь крупный рогатый скот, лошадей и мулов за пределы форта. Поголовье животных составляло более 300 особей и включало весь крупный рогатый скот, предназначенный в рамках выплаты по договору Ред-Лейк и пембина-чиппева. Запланированное заседание по договору было прервано продолжающимися военными действиями. Форт подвергался нападениям трижды. Первый начался на рассвете 3 сентября 1862 года. Он длился шесть часов и был прерван прибытием чиппева из роты G 9-го пехотного полка Миннесоты и конной роты капитана Эмброуза Фримена из Сент-Клауда. По наступлении темноты, Боттино ускользнул через ряды сиу и проехал 80 миль до Сёк-Сентр за подкреплением. Вторая атака произошла три дня спустя, убив и ранив нескольких защитников. Отчёты о втором нападении свидетельствуют о том, что гарнизон был впечатлён организацией штурма. Гаубичный огонь гарнизона не дал форту погибнуть. Впоследствии гарнизон построил оборонительный бруствер из грунта и брёвен вокруг неподожжёной части форта. Ван дер Хорк, не имея связи и средств от Форт-Снеллинга, обратился к чиппева в Ла Гранд Фурше за поддержкой. Вождями племени ему в этом было отказано, хотя, согласно отчёту вернувшегося Пьера Боттино, многие из их людей хотели помочь. Затем последовала длительная осада, которая была прорвана прибытием отряда ополчения численностью 500 человек. Позже, когда вожди узнали, что у сиу был скот, предназначенный для них, они предложили защищать северную границу .
Также впоследствии защитниками форта и гражданскими лицами был признан вклад капитана Т. Д. Смита за его руководящую роль и спасение их жизней во время сопротивления. В одном письме командир форта Ван дер Хорк был назван трусом. По собственной воле он передал командование форта старшему командиру ополчения штата. Войска и гражданские лица обвинили Ван дер Хорка в гибели двух человек. В другом письме один из погибших (Джозеф Комптуа, 9 пехотный полк) описывается воином из нации Белой земли как «один из самых храбрых граждан, солдат из краснокожих». Смиту пришлось вмешиваться трижды, чтобы спасти Ван дер Хорка от выстрела в него.
9-й пехотный полк Мичигана оставался прикомандированным к гарнизону больше года. В 1865 году его заменит батальон Хэтча.
В 1863 году комиссия по договору с чиппева вернулась в долину Ред-Ривер для заключения договора о старом переходе.

### Жертвы
Солдатом позже в письме был описан труп одного из защитников, убитого за пределами форта. Он был изуродован таким же образом, как и паромщик Редвуда.
Убитые:
- сержант Эдвард Райт (23 сентября 1862 года)
- капрал Джеймс Беннетт (с отрядом, отправленным в Брекинридж)
- рядовой Джозеф Комптуа (6 сентября 1862 года)
- конюх Чарльз У. Соэлл (6 сентября 1862 года)
- рядовой Огастес Рученелл

Раненые:
- рядовой К. П. Лулл (сильно; 23 сентября 1862 года)
- рядовой Эдвин М. Райт (сильно; 3 сентября 1862 года)[19]

### Межплеменной договор
Межплеменные столкновения снова начались в 1868 году со смертью двух индейцев сиу в резервации Лич-Лейк. В этом инциденте обвинили вождя Флэтмута II. 14 августа 1870 года по инициативе католического священника Отца Генина лидеры племён сиу и чиппева подписали мирное соглашение в форте.